# دانشگاه پلی‌تکنیک کاتالونیا
دانشگاه پلی‌تکنیک کاتالونیا (به کاتالان: Universitat Politècnica de Cataluny) که در شهر بارسلونا در استان کاتالونیا در اسپانیا قرار دارد، بزرگ‌ترین دانشگاه مهندسی کاتالونیا است. این دانشگاه میزبان هشتمین ابررایانه سریع اروپا (و سریع‌ترین در اسپانیا) به نام ماره نوستروم است.

## رتبه‌بندی
بر اساس نظام رتبه‌بندی QS و شانگهای بر اساس موضوع، این دانشگاه در میان ۵۰ دانشگاه‌ برتر دنیا در رشته‌هایی مانند معماری، مهندسی عمران، مخابرات و علوم کامپیوتر قرار می‌گیرد.
- رتبه در علوم کامپیوتر

بر اساس نظام رتبه‌بندی THE در شاخه علوم کامپیوتر این دانشگاه رتبه نخست را در اسپانیا دارا است که در سطح جهانی در میان ۱۲۵ دانشگاه برتر علوم کامپیوتر قرار می‌گیرد.

## دسترسی
1. کمپ شمالی

- ایستگاه‌های مترو Palau Reial و Zona Universitària در خیابان دیاگونال

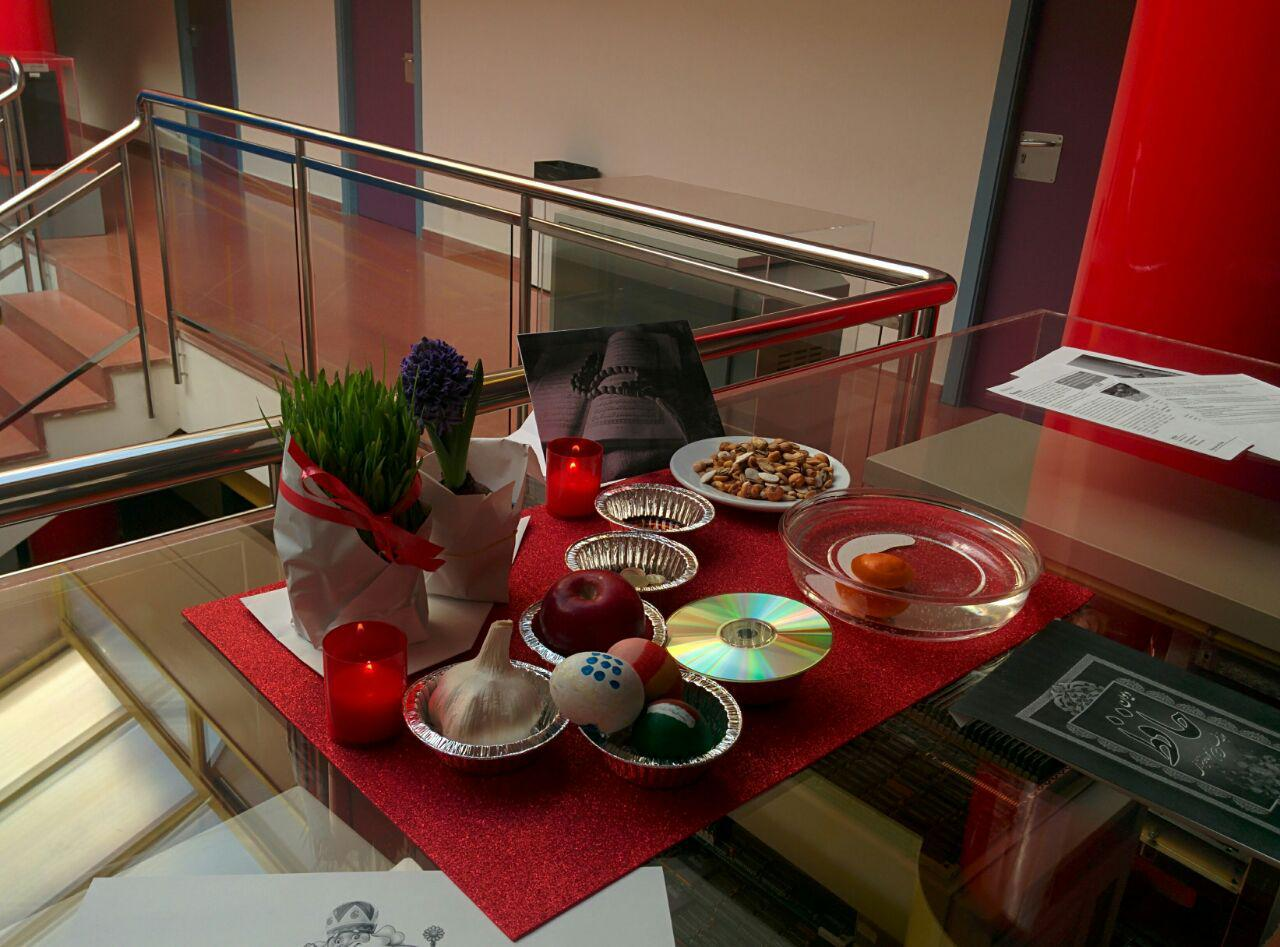
نوروز ۹۷ در دانشگاه UPCالبته با مخالفت اعضای دپارتمان روبرو شد (پیش از آن اجازه این کار از مدیران گرفته شده بود) و فورا برچیده شد.

- خط ۳۳ اتوبوس TMB